# Wzgórze

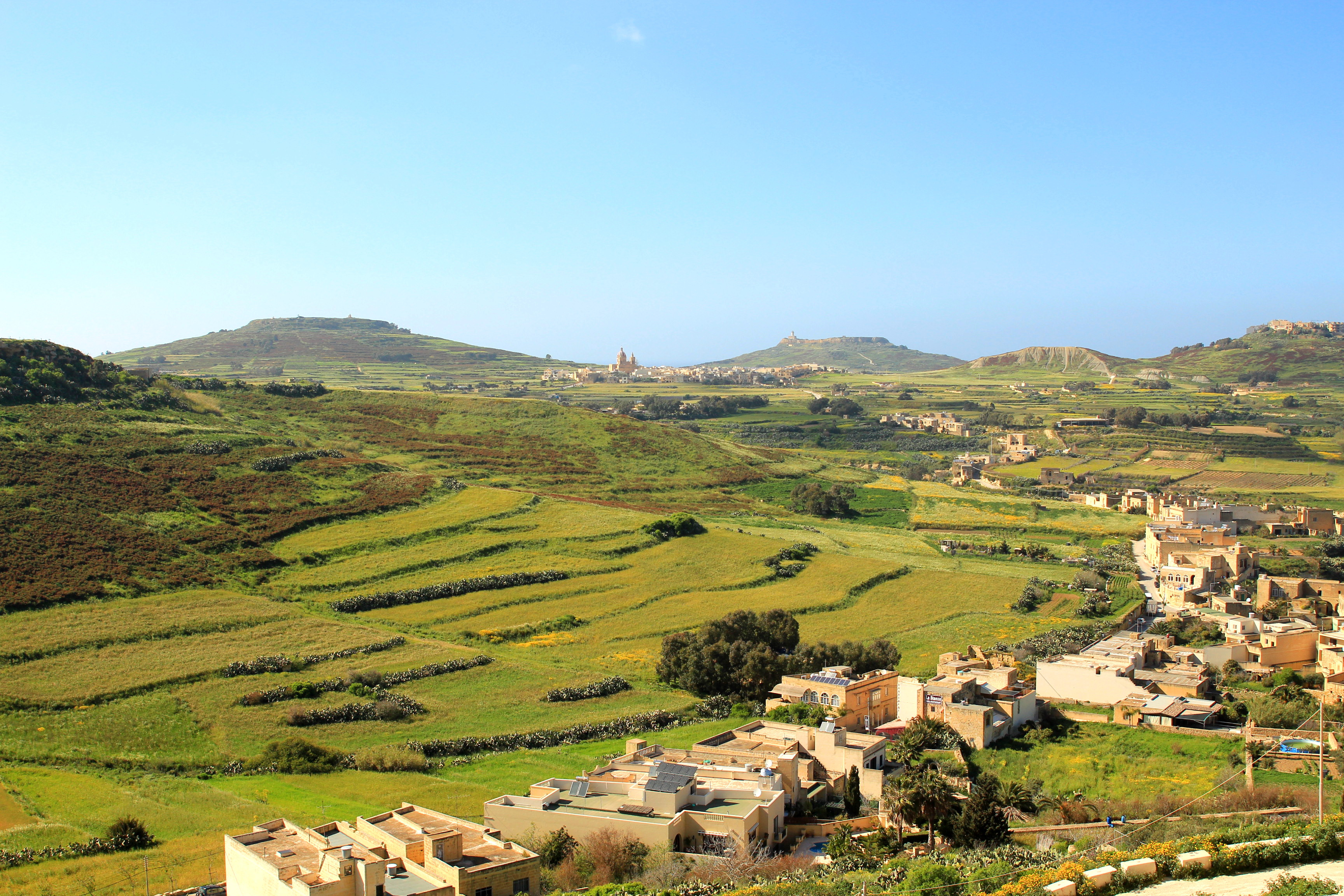
Wzgórza Gozo w Republice Malty

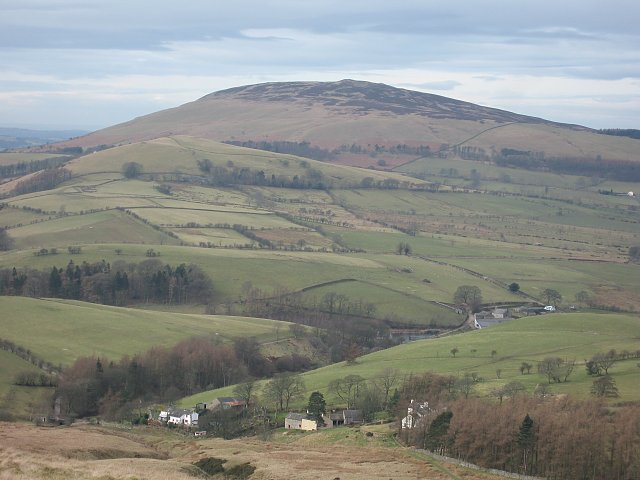
Wzgórze Binsey (wzgl. 242 m) w Kumbrii

Wzgórze – naturalna i wypukła forma rzeźby terenu o umownej wysokości względnej od 100 do 300 m, jednakże może być mniej lub więcej, zależnie od wielkości form sąsiednich, np. wzgórza stanowiące przedgórza gór wysokich w innym przypadku mogłyby być nazywane górami. Ma zaokrąglony wierzchołek i jest formą terenu mniejszą od góry, lecz większą od pagóra.